# Pont de las Delicias
El pont de las Delicias és un pont que creua el riu Guadalquivir entre el pont de los Remedios i el pont del V Centenario (Sevilla, Andalusia, Espanya). El pont deu el seu nom a la proximitat del mateix a l'avinguda i el Parc de las Delicias, situats a la riba sud del riu.Creua el riu des de l'avinguda Cardenal Bueno Monreal (per la qual el pont es perllonga) fins a assolir l'altra riba, continuant el traçat per l'avinguda Juan Pablo II.
Va ser dissenyat pels enginyers de camins espanyols Leonardo Férnandez Troyano i Javier Manterola Armisen en el marc de la preparació de l'Exposició Universal de Sevilla 1992; fou construït entre 1988 i 1990 per Dragados i Construcciones amb la finalitat de reemplaçar el pont d'Alfonso XIII (que data de 1929 i està obsolet). El club nàutic de la ciutat està situat just riu amunt del pont, la qual cosa feia necessari un pont basculant funcional que permetés el pas de les embarcacions.